# M. Matin
Mohammed Abdul Matin (* 1. Dezember 1937 im Pabna, Rajshahi, Bengalen, heute: Bangladesch; † 13. Juni 2012 in Rajarbakh, Dhaka, Bangladesch) war ein Politiker aus Bangladesch.

## Leben
Matin absolvierte ein Studium der Medizin am Dhaka Medical College and Hospital und arbeitete anschließend zwischen 1964 und 1967 am Royal Eye Hospital, am King’s College Hospital sowie zuletzt am St. Alban’s City Hospital. Nach seiner Rückkehr lehrte er von 1967 bis 1972 als Associate Professor sowie anschließend als Professor und Leiter der Abteilung für Augenheilkunde am Institute of Postgraduate Medicine and Research in Dhaka, der heutigen Bangabandhu Sheikh Mujib Medical University. Daneben war er seit 1976 Beratender Augenarzt im Range eines Ehrenoberst am Gemeinsamen Militärkrankenhaus der Streitkräfte Bangladeschs in Dhaka.
1979 wurde Matin erstmals Mitglied der Nationalversammlung (Jatiya Sangsad) und gehörte dieser bis 1989 an. 1979 wurde er von Premierminister Shah Azizur Rahman zum Minister für Zivilluftfahrt und Tourismus in dessen Regierung berufen, in der er anschließend 1981 Minister für Jugendentwicklung sowie Minister für Gesundheit und Kontrolle des Bevölkerungswachstums war, ehe er zuletzt von 1981 bis 1982 Innenminister war. In der Regierung von Premierminister Ataur Rahman Khan übernahm er 1984 zunächst das Amt des Handelsministers sowie anschließend 1985 des Ministers fürs öffentliche Arbeiten. Im daraufhin gebildeten Kabinett von Premierminister Mizanur Rahman Chowdhury fungierte er zwischen 1986 und 1988 als stellvertretender Premierminister und Innenminister. In der Regierung von Premierminister Moudud Ahmed bekleidete er von 1988 bis 1989 abermals als stellvertretender Premierminister und Innenminister sowie zugleich als Minister für Familienplanung.
Matin engagierte sich ferner als Generalsekretär und Präsident der Gesellschaft für Augenheilkunde (Bangladesh Ophthalmological Society), als Präsident der Vereinigung für medizinische Dienste (Bangladesh Medical Services Association), als stellvertretender Vorsitzender des Rates für medizinische Forschung (Bangladesh Medical Research Council) sowie als Vizepräsident der Hochschule für Ärzte und Chirurgen (Bangladesh College of Physicians and Surgeons). 2001 wurde er erneut Mitglied der Nationalversammlung.

## Weblink
- Kurzbiografie